# Mali na Letnich Igrzyskach Olimpijskich Młodzieży 2010
Mali na Letnich Igrzyskach Olimpijskich Młodzieży w Singapurze w 2010 reprezentowało 7 sportowców w 3 dyscyplinach.

## Skład kadry

### Lekkoatletyka
- Hawa Diarra
- Fousseyni Tamboura

### Koszykówka
- Fanta Charles Guindo
- M'Bamakan Kanoute
- Sadio Konate
- Aissata Toure

### Taekwondo
- Kadiatou Diallo